# Parasympatykomimetyki
Parasympatykomimetyki, agonisty receptorów muskarynowych – substancje o działaniu cholinergicznym: acetylocholina i inne wykazujące analogiczne działanie. Związki należące do tej grupy można podzielić na działające bezpośrednio (bezpośrednio łączące się z receptorami) oraz działające pośrednio (przez zwiększanie ilości acetylocholiny). Parasympatykomimetyki mają wielokierunkowe działanie na organizm, wiele z nich jest truciznami, środkami psychoaktywnymi i lekami. Wspólną cechą wszystkich parasympatykomimetyków jest pobudzanie (działanie agonistyczne) receptorów muskarynowych.

## Niektóre efekty działania
- zwężenie źrenic
- skurcz oskrzeli
- pobudzenie perystaltyki jelit, skurcz mięśni gładkich przewodu pokarmowego i rozkurcz zwieraczy
- zwiększenie wydzielania przez gruczoły wydzielania zewnętrznego: kwasów trawiennych, śliny, śluzu w oskrzelach i pochwie, wydzieliny gruczołu krokowego
- stymulacja ośrodkowego układu nerwowego
- hamowanie pracy serca (zwolnienie tętna, zmniejszenie siły skurczu)

## Podział i przykłady

### Pochodne choliny
- acetylocholina
- metacholina
- karbachol
- betanechol
- furtretonium

### Substancje naturalne
- pilokarpina
- muskaryna (silna trucizna)
- arekolina

### Parasympatykomimetyki pośrednie

#### Odwracalne inhibitoryacetylocholinoesterazy
- neostygmina
- fizostygmina
- pirydostygmina
- galantamina
- edrofonium
- donepezil
- takryna

#### Nieodwracalne inhibitory acetylocholinoesterazy
- sarin
- pirofosforan tetraetylu
- diazinon
- paration
- paraokson
- fluostygmina
- ekotiopat

## Zastosowanie
W lecznictwie
- stany skurczowe obwodowych naczyń krwionośnych: metacholina
- pooperacyjna atonia jelit i pęcherza moczowego: karbachol, betanechol, edrofonium, fizostygmina, neostygmina
- jaskra (do zmniejszania ciśnienia śródgałkowego): karbachol, betanechol, pilokarpina, fizostygmina, neostygmina
- pobudzenie wydzielania śliny (w stomatologii): pilokarpina
- zatrucia atropiną: pilokarpina
- zatrucia kurarynami: odwracalne I-AChE
- nużliwość mięśni: neostygmina, edrofonium
- choroba Alzheimera: donepezil, takryna

Inne
- gazy bojowe (sarin i inne gazy serii G i serii V)
- insektycydy fosforanoorganiczne